# Arte nell'Italia fascista

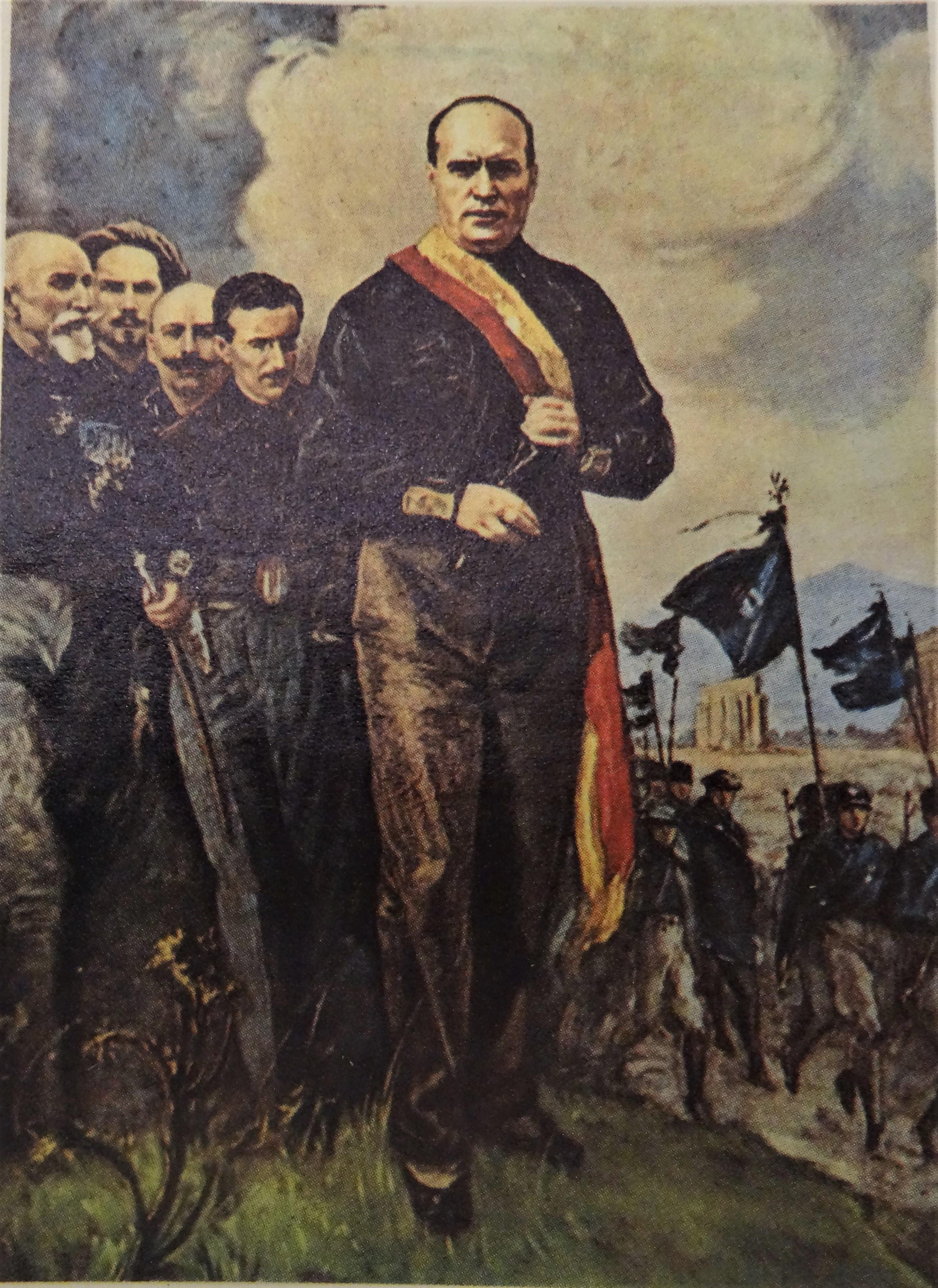
Dipinto commemorativo di Silvio Galimberti che raffigura Benito Mussolini tra i "quadrumviri", ossia i comandanti delle squadre d'azione della marcia su Roma del 1922, ovvero Italo Balbo, Emilio De Bono, Cesare Maria De Vecchi e Michele Bianchi (1922).

L'arte nell'Italia fascista è stata spesso oggetto di studio e trattazione fra gli esperti del settore. Durante il ventennio (1922-1943), il regime impose una serie di regole ufficiali a cui l'arte doveva uniformarsi per diventare oggetto di propaganda e richiamare quella "romanità" a cui il fascismo si rifaceva.
Tuttavia, mentre in Germania si delineava una vera e propria arte ufficiale del nazionalsocialismo, tanto da pervenire nel 1937 ad una mostra itinerante di arte degenerata che metteva in mostra le opere bandite dal regime, in Italia continuarono a convivere movimenti nati in precedenza, come il futurismo, il modernismo e altre avanguardie, assieme a richiami all'arte classica.
Tra le altre forme d'arte, il fascismo promosse innanzitutto l'architettura come arte più mediatica, per il suo carattere monumentale e immediatamente visibile, e in secondo luogo la scultura, anche in questo caso puntando sulla monumentalità. Più che sulla pittura invece, l'influsso della politica si faceva sentire sull'iconografia della propaganda, attraverso la pittura murale, la fotografia, la grafica dei manifesti, i cinegiornali.
Lo stato istituì mostre con premi e contributi finanziari, ed enti mirati alla conservazione delle creazioni artistiche, ed emanò leggi per regolamentare il sistema espositivo, e per assicurarsi un controllo della gestione dell'arte del territorio. Durante il regime, venne così meno l'egemonia delle organizzazioni già esistenti nate all'infuori delle accademie e delle amministrazioni municipali.

## Letteratura
Durante il fascismo, la letteratura italiana nel primo Novecento era ispirata a eventi storici e politici, e celebrava l'italianità. In campo letterario, fu controversa l'iniziativa del potere di abolire e sostituire con termini equivalenti le parole straniere. Fra i massimi teorici letterari dell'epoca vi fu Benedetto Croce.

## Architettura

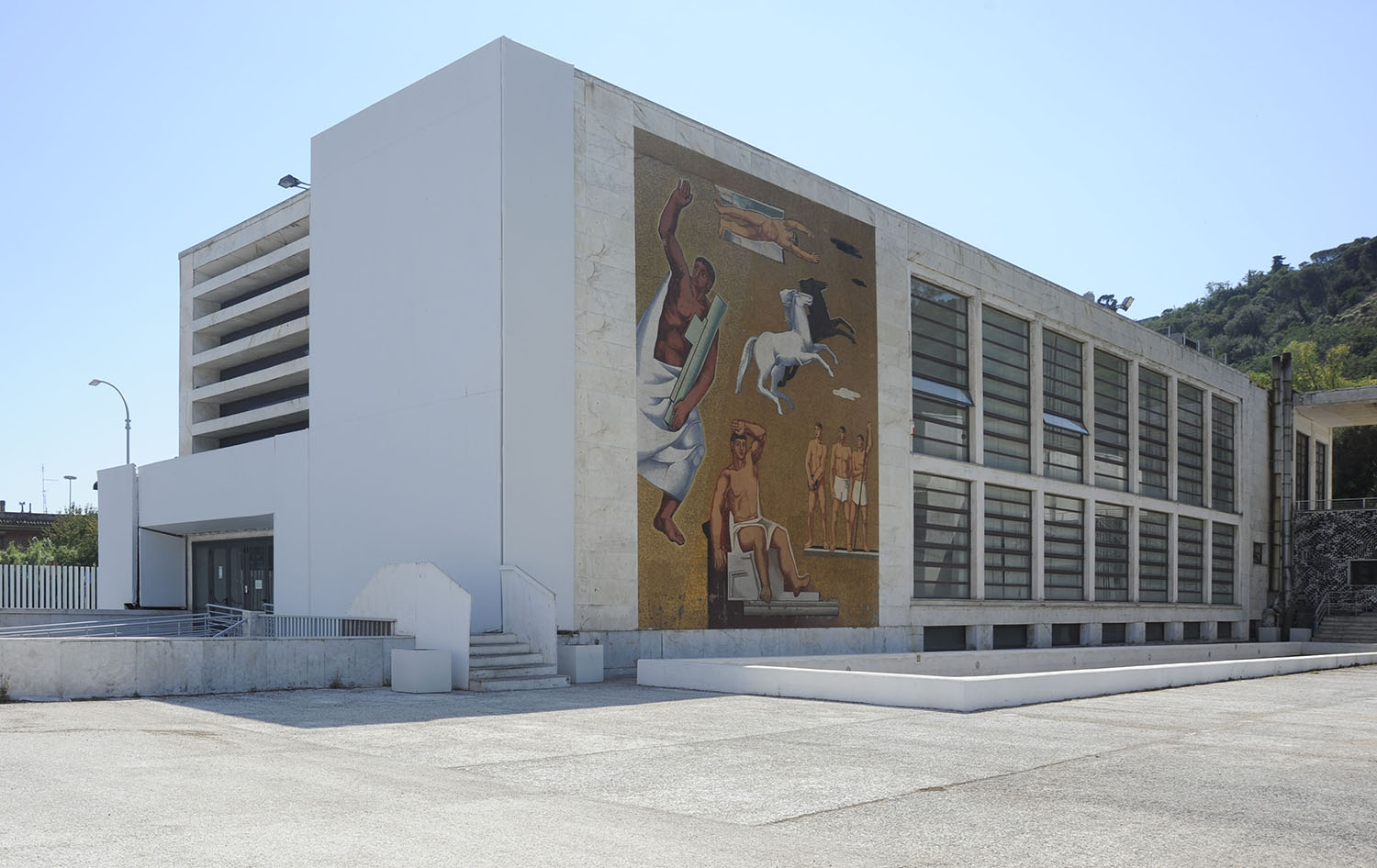
Accademia di scherma al Foro Italico, Roma

Oltre al razionalismo, l'architettura approvata dal governo seguiva i dettami del movimento Novecento, e del monumentalismo. Benché tali indirizzi presentassero evidenti differenze stilistiche, essi erano tutti accomunati dal bisogno di trasmettere un senso di essenzialità, efficienza e imponenza alle masse. Oltre alle nuove necessità architettoniche (quali soprattutto le case del Fascio e del Littorio, gli uffici postali, gli impianti sportivi e le nuove infrastrutture civili) si assistette spesso al riordino di interi quartieri cittadini, nonché alla fondazione di interi nuovi insediamenti di maggior respiro urbanistico, tanto in Italia quanto nelle colonie. Tra i maggiori interpreti di quell'epoca ci furono Giuseppe Terragni, Marcello Piacentini, Angiolo Mazzoni, Giuseppe Pagano e Mario Ridolfi.

## Pittura

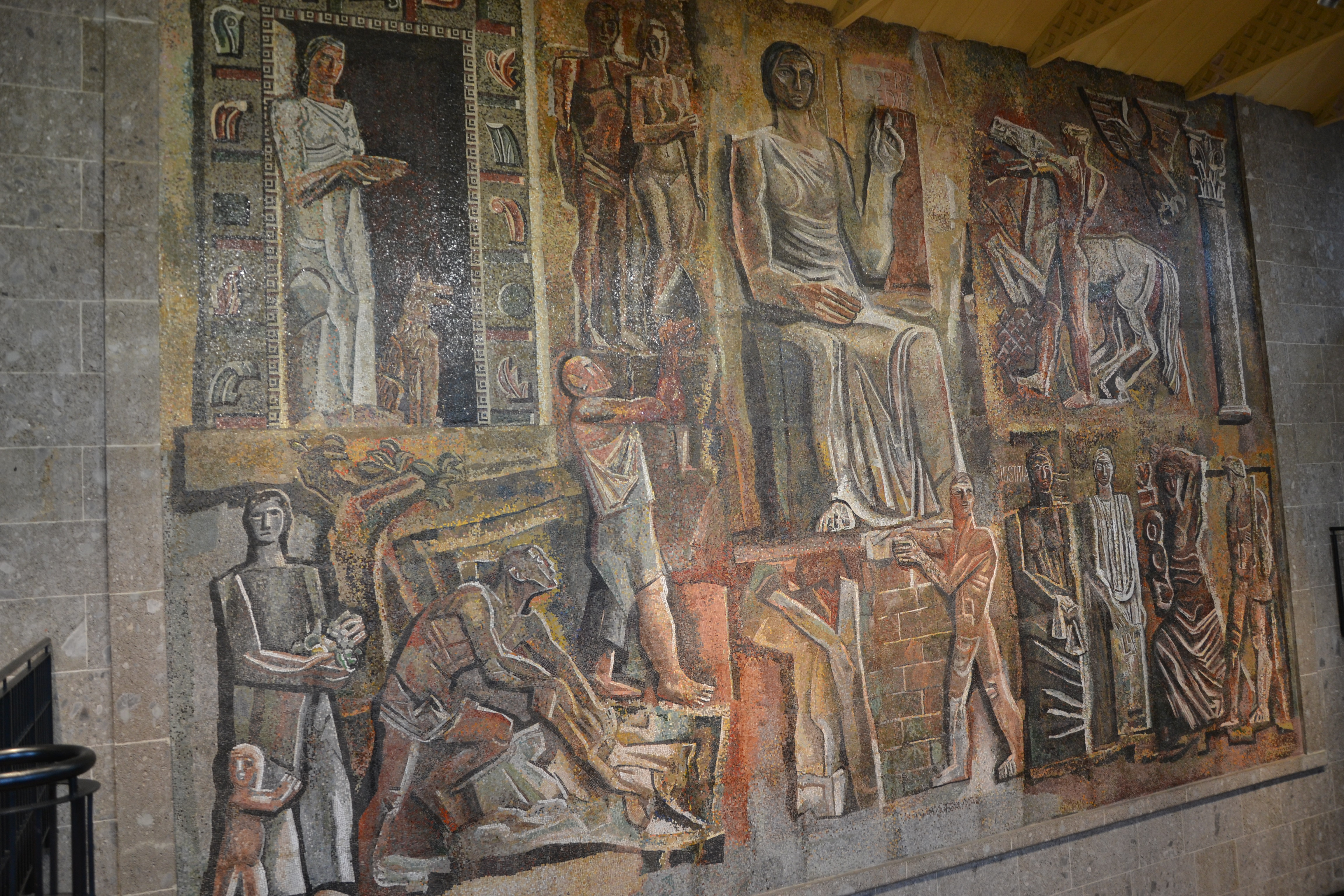
Il lavoro fascista (1936-1937) di Mario Sironi nel palazzo dell'Informazione a Milano

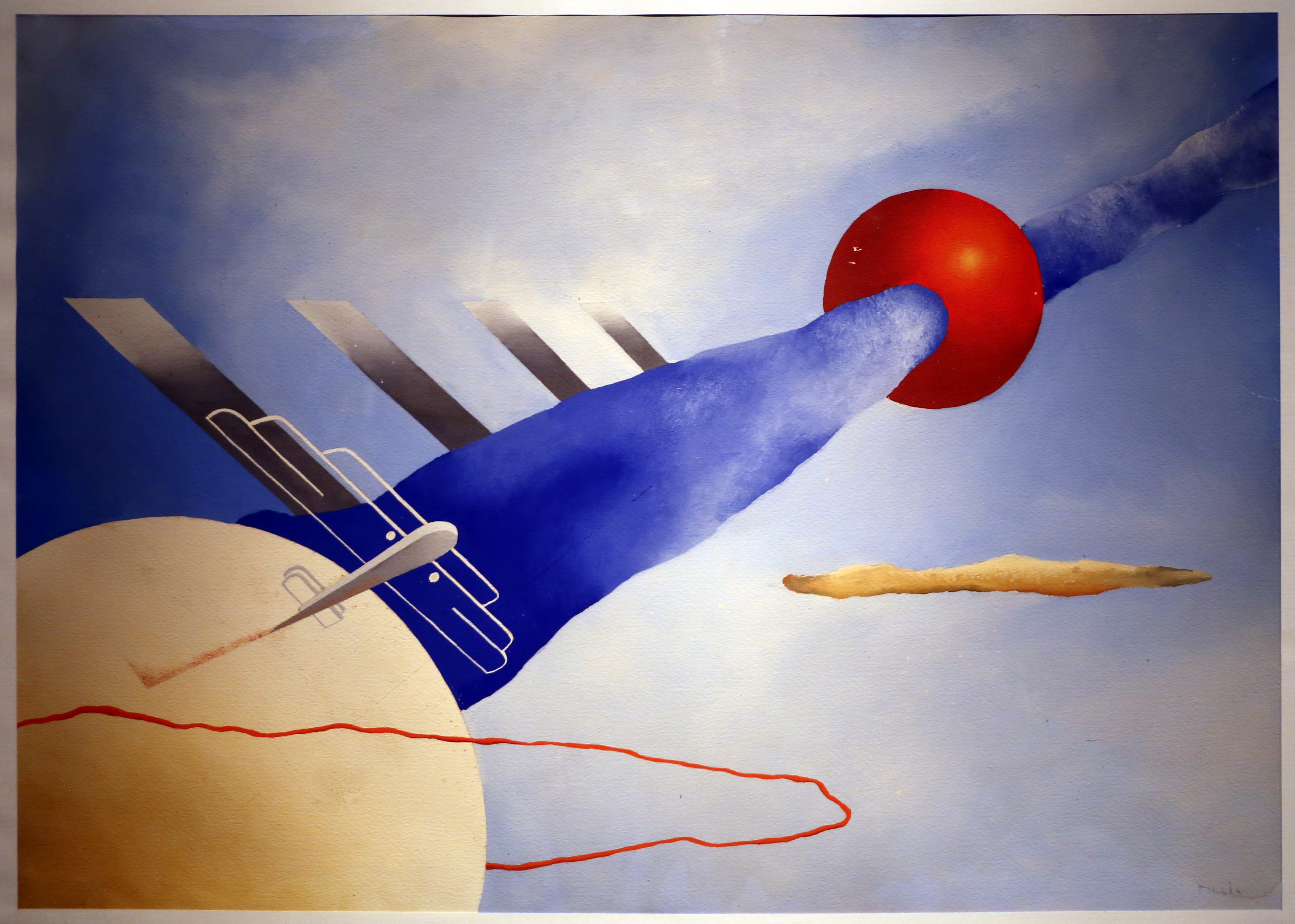
Fillia (Luigi Colombo), Mistero aereo, 1930-31 circa (Trento, Museo dell'aeronautica Gianni Caproni)

Durante il fascismo, accanto a creazioni debitrici delle moderne avanguardie, venivano create tele che combinavano il genere ritrattistico e storico che, come dichiarò Margherita Sarfatti, dovevano avvicinarsi quanto più possibile a quell'ideale di "grande arte, di sua natura mistica e leggendaria".
Inizialmente la pittura italiana degli anni venti si muoveva su più binari distinti, che semplificando si possono raggruppare nelle avanguardie (soprattutto gli epigoni del futurismo, del divisionismo e la pittura metafisica, nata da una costola del Surrealismo) e dall'altra parte il mondo figurativo di stampo più tradizionale, inquadrabile nel movimento europeo del cosiddetto Ritorno all'ordine, che in Italia ebbe il contributo fondamentale del gruppo Novecento e di outsiders inquadrabili nell'evasione (talvolta anche polemica) del Realismo magico. Fu sicuramente questa seconda via, quella figurativa, a suscitare un maggiore interesse del regime, per facilitare anche la veicolazione dei messaggi politici e di propaganda dell'ordine e della nuova società fascista. Non si assistette tuttavia in Italia a una marginalizzazione esplicita e messa all'indice delle altri correnti, a differenza di quanto avvenne con l'"arte degenerata" in Germania. 

Fra gli indiscussi protagonisti dell'arte italiana dell'epoca vi fu Mario Sironi: tra i fondatori di Novecento nel 1922, sperimentò tecniche diverse in vasti cicli decorativi di pittura, mosaico e bassorilievo; nel corso della sua carriera, egli riportò quelle che dovevano essere le principali caratteristiche dell'arte del regime nel suo Manifesto della pittura murale (1933):
Altrettanto importante fu Fortunato Depero, che, dichiaratosi affascinato dall'arte pubblicitaria nel suo Il futurismo e l'arte pubblicitaria (1932), realizzò opere didascaliche, propagandistiche, e decorative commissionate da enti pubblici, segreterie di partito, e amministrazioni pubbliche. 
Un movimento di sintesi tra la figurazione e spunti derivati dal futurismo fu l'aeropittura, che si ispirava all'esaltazione del movimento, della modernità e del valore bellico dell'aviazione, vero fiore all'occhiello dell'esercito mussoliniano.

## Scultura

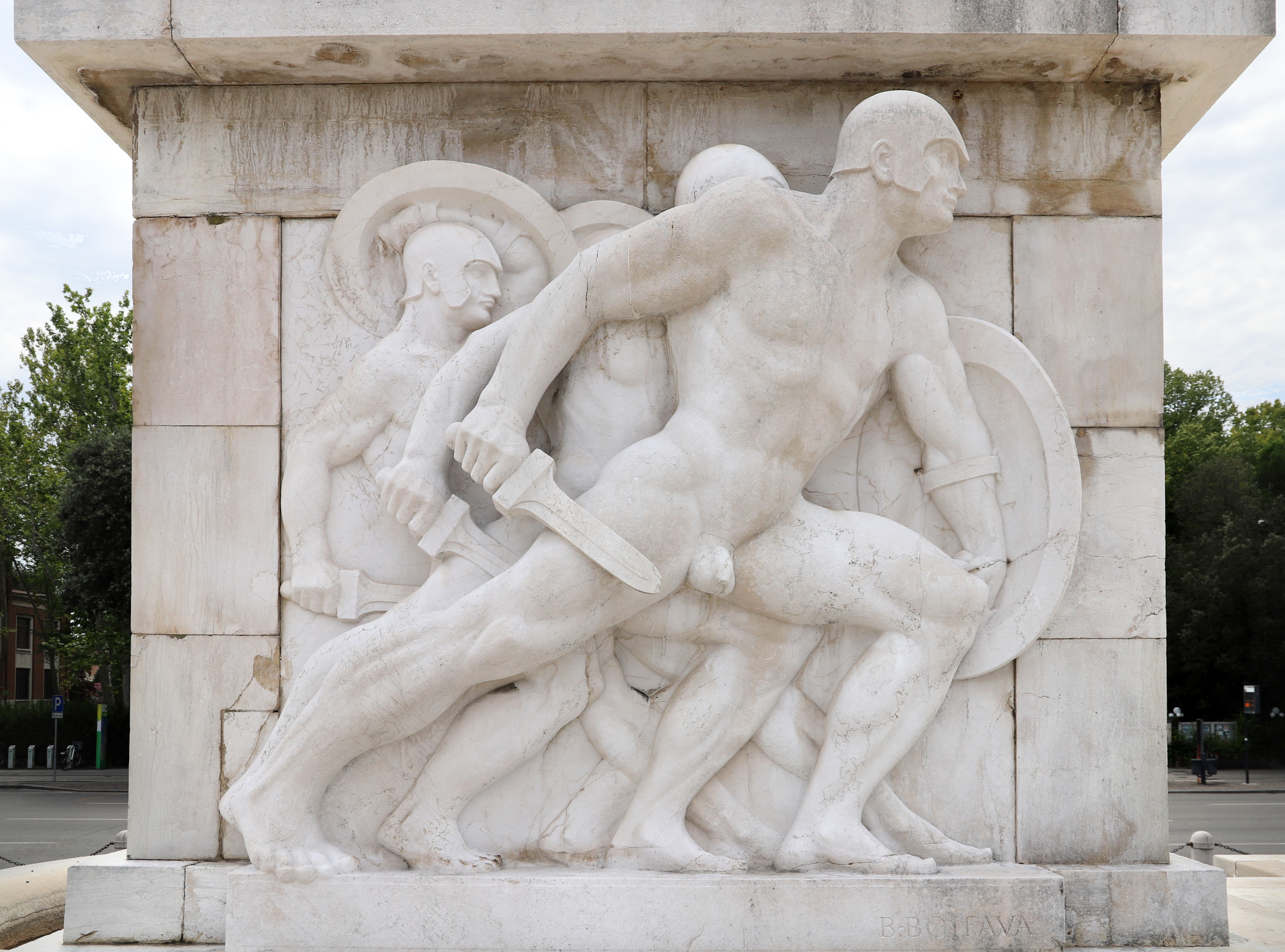
Cesare Bazzani, monumento alla Vittoria (particolare), 1932, Forlì

Gli anni venti e trenta in Italia videro una considerevole diffusione dell'arte scultorea, grazie alle numerosissime commissioni pubbliche e private, che ne fecero una delle arti più rappresentative del periodo. Oltre ai monumenti celebrativi pubblici, eredi della tradizione fiorita già nel Risorgimento, e alle decorazioni dei nuovi edifici, si assistette alla proliferazione dei monumenti ai Caduti della prima guerra mondiale, capillarmente installati in ogni città, rione, villaggio o parrocchia, con evidenti intenti celebrativi del contributo militaresco sacrificato per la gloria della patria. Si parlò di "monumentomania". Un'intera generazione di giovani, talvolta giovanissimi scultori ebbe così occasione di affermarsi accanto ai maestri già attivi, rinnovando velocemente il linguaggio, ispirato alle novità déco provenienti dalla Francia e dagli Stati Uniti, ma declinate spesso verso una maggiore monumentalità e muscolarità, che guardava al michelangiolismo della forte tradizione italiana. Ciò aveva anche risvolti ideologici, in contrapposizione alla molle tradizione borghese del languido Liberty, che andò velocemente tramontando, dopo aver brevemente convissuto in un certo eclettismo degli anni venti. 
Corollario di questo stile fu la decorazione dello stadio dei Marmi a Roma, dove ogni provincia d'Italia commissionò una statua a uno scultore, a comporre un ideale mosaico transregionale, dove è tuttavia evidente l'uniformità di uno stile ormai incanalato a rappresentare la nuova immagine gradita al regime.

## Fotografia

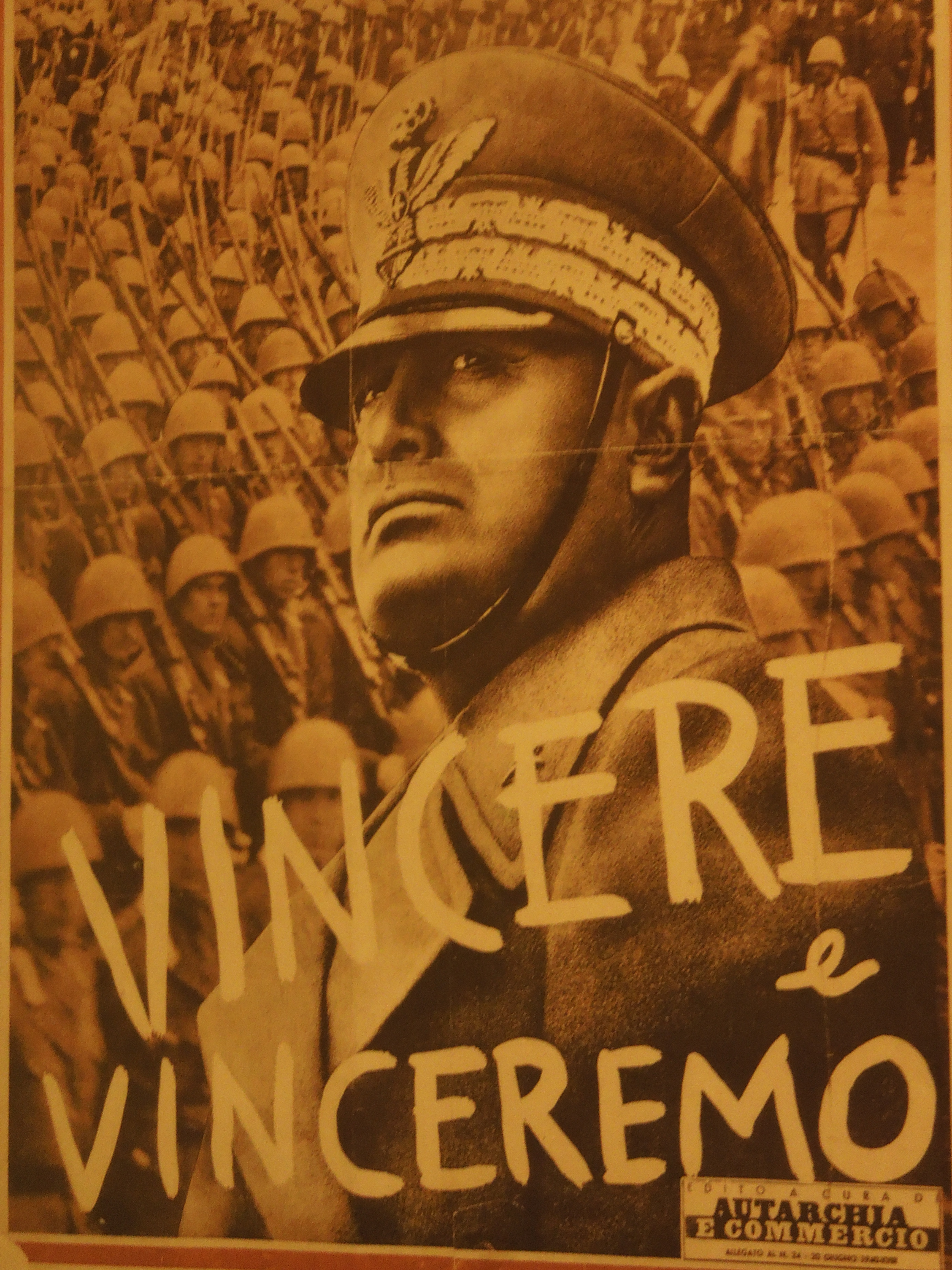
Poster di propaganda fascista

In campo fotografico, ebbero larga diffusione le immagini che, mutuando gli stilemi delle avanguardie tedesche e sovietiche, adottavano il fotomontaggio e la ripetizione di slogan, citazioni, figure militaresche, e altre immagini dal forte impatto visivo. Questo tipo di fotografia esplose in seguito alla Mostra della Rivoluzione fascista (1932) di Roma.

## Grafica e pubblicità
A conferma degli sforzi in campo pubblicitario, il regime fascista tenne vari eventi come il Congresso Internazionale della Pubblicità, e fece fondare diversi istituti scolastici di grafica. All'epoca vi erano riviste che trattavano questioni legate alla pubblicità, come L'Ufficio Moderno.

## Cinema

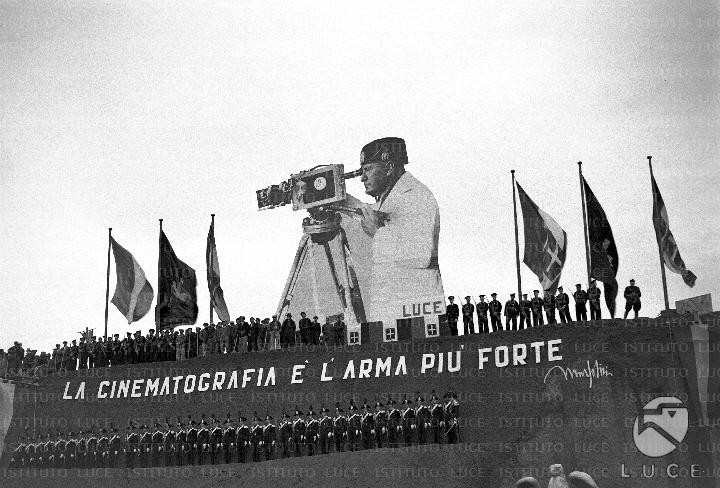
Una delle fotografie scattate durante l'inaugurazione della seconda sede dell'Istituto Luce (1937). È inquadrato il gigantesco apparato scenografico raffigurante Mussolini dietro ad una macchina da presa e la scritta: “la cinematografia è l'arma più forte".

Durante il Ventennio, il cinema esplose tanto dal punto di vista tecnico che da quello geografico, e divenne uno dei mezzi prediletti degli ideali fascisti. I film dell'epoca decantavano il concetto di "patria", ed esaltavano il mondo rurale, ed eventi storici come la marcia su Roma e varie operazioni militari compiute dalle forze dell'ordine italiane.

## Le mostre
Nel corso degli anni trenta, lo stato italiano tentò di promuovere l'arte italiana su scala nazionale e internazionale con l'istituzione di mostre. Fra queste vi furono la Mostra del Decennale della Rivoluzione Fascista (1932) del Palazzo delle Esposizioni di Roma e ove figurarono le opere di Mario Sironi, Achille Funi, Giuseppe Terragni, Marcello Nizzoli e Adalberto Libera. Altrettanto importanti furono la romana Quadriennale nazionale (1931), la veneziana Biennale d'arte, divenuta un ente autonomo nel 1930, e la Mostra del Cinema (la prima in Europa), oppure la fiorentina I Mostra del Sindacato nazionale fascista di Belle arti (1933). Nonostante ciò, una serie di fattori quali le rivalità che si erano venute a formare fra i segretari delle esposizioni, l'ostilità mostrata da altre amministrazioni statali, e la mancanza di consenso fra le nuove leve di artisti, impedirono al potere centrale di raggiungere gli obiettivi di propaganda e promozione che si era prefisso.

## La figura del duce

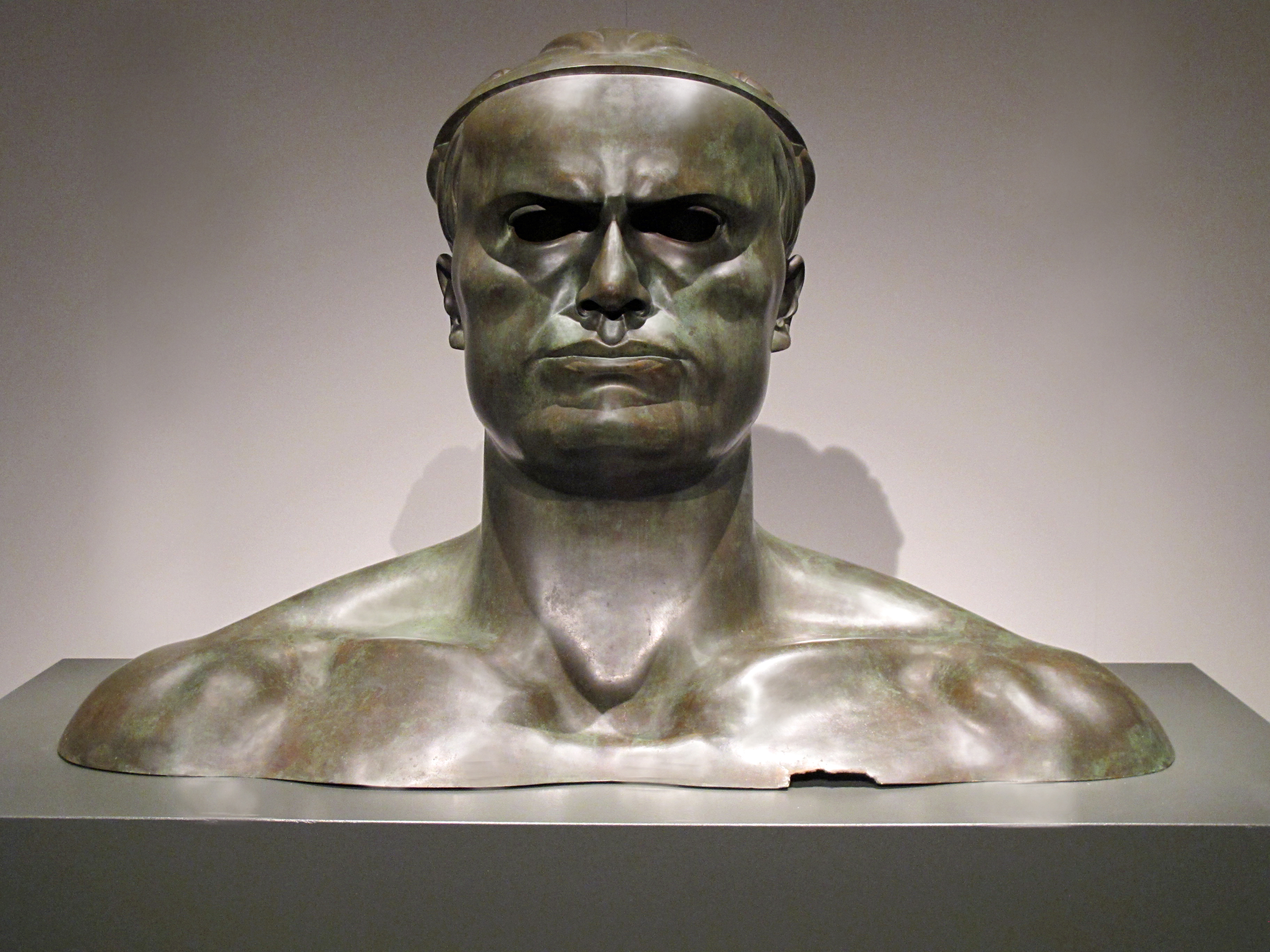
Busto in bronzo di Mussolini di Adolfo Wildt presso la GAM di Milano

Nelle arti figurative e in quelle di consumo, la figura di Mussolini doveva rappresentare l'incarnazione antropomorfa del regime, e doveva essere l'elemento di connessione fra il popolo e la nazione. Il volto di Mussolini venne realizzato in più versioni con sguardo severo da Adolfo Wildt, e semplificato dai futuristi Renato Bertelli, Thayaht e Prampolini secondo un'iconografia corrispondente a una descrizione che fece Marinetti nel 1929:
Nonostante queste premesse, il leader veniva anche ritratto secondo stilemi più tradizionali, come confermano le opere esposte nella XVII Biennale di Venezia del 1930, ove, agli artisti partecipanti a un concorso a premi indetto in tale occasione, crearono ciascuno "un quadro ispirato a persone o eventi della formazione dei Fasci di combattimento". Immagini realistiche di Mussolini vennero create, fra gli altri, da Arnaldo Carpanetti, Primo Conti e Giacomo Balla, che, nonostante la sua adesione al modernismo, creò la celebre Marcia su Roma (1931-2).

## Censura
Nel corso del governo mussoliniano, la produzione artistica subì una serie di censure. Dal momento che l'arte doveva in primis comunicare principi del regime, molte opere vennero oscurate e vennero privilegiate quelle dedicate alla simbologia fascista. In ambito editoriale, le opere di autori ebrei vennero eliminate dal catalogo.

## Retaggio e conservazione
Con la caduta del Regime e il disastroso epilogo della seconda guerra mondiale, l'Italia voltò velocemente pagina sull'esperienza del ventennio fascista, anche per quanto riguardava le arti. Molti artisti, per il solo fatto di aver lavorato in commissioni pubbliche per l'Italia fascista, subirono un vero e proprio ostracismo, che spesso li portò a stabilirsi all'estero o comunque a lavorare soprattutto per una clientela al di fuori del paese. Molti monumenti furono epurati dei riferimenti politici, quali fasci littori e iscrizioni, se non proprio demoliti (come l'enorme statua equestre del Duce allo stadio Comunale di Bologna). Ma se ciò può rappresentare un tracciato comune alla caduta di molti regimi, più grave fu la perdita o la compromissione di alcuni eccezionali insiemi urbanistici uniformi, complici le distruzioni belliche e il successivo boom edilizio, o la demolizione di edifici di indubbio valore estetico. 
A oggi resta ancora difficile formulare un giudizio storico sull'arte nell'Italia fascista, senza incorrere in implicazioni politiche, come se apprezzare - e quindi restaurare e valorizzare - un certo tipo di estetica celasse un implicito assenso al regime che la produsse: cosa che non avviene per nessun altro periodo storico artistico dell'arte italiana, per quanto possa essere legato a controversie umane e sociali. Tuttavia si assiste ormai da alcuni decenni, almeno nell'ambito degli studi specialistici di alcune discipline, a un tentativo di analizzare criticamente e valorizzare quanto lasciato da quegli anni, gradualmente affacciandosi al grande pubblico; ed è senz'altro significativo che i primi segni di un apprezzamento ad ampio respiro di queste opere provengano soprattutto dall'estero, dove sono ormai evaporati tutti risvolti politici: ne sono esempio il riconoscimento dell'architettura "modernista" di Asmara a patrimonio dell'umanità (2017) o la valorizzazione anche turistica delle architetture déco del Dodecaneso: edifici creati da architetti italiani ispirandosi e copiando precisi riferimenti in madrepatria, esempi che tuttavia oggi - sul suolo italico - non godono di altrettanta attenzione.